# Micromantis glauca
Micromantis glauca es una especie de mantis de la familia Iridopterygidae. Es la única especie del género monotípico Micromantis.

## Distribución geográfica
Se encuentra en Sri Lanka.